# Gustaf Adolph Haeffner
Gustaf Adolph Haeffner, född 16 juni 1808 i Uppsala, Uppsala län, död 7 april 1863, var en svensk domkyrkoorganist, son till Johann Christian Friedrich Haeffner och Anna Magdalena Schylander.

## Biografi
Gustaf Adolph Haeffner föddes 16 juni 1808 i Uppsala. Han var son till Johann Christian Friedrich Haeffner. Haeffner efterträdde fadern på posten som domkyrkoorganist och kantor i Uppsala domkyrka. Han avled 7 april 1863.